# Fergus Kavanagh
Fergus Kavanagh (Dublino, 21 maggio 1985) è un hockeista su prato australiano.

## Palmarès

### Olimpiadi
- 2 medaglie:
  - 2 bronzi (Pechino 2008; Londra 2012)

### Mondiali
- 2 medaglie:
  - 2 ori (Delhi 2010; L'Aia 2014)

### Champions Trophy
- 6 medaglie:
  - 5 ori (Rotterdam 2008; Melbourne 2009; Mönchengladbach 2010; Auckland 2011; Melbourne 2012)
  - 1 bronzo (Bhubaneswar	2014)

### Giochi del Commonwealth
- 1 medaglia:
  - 1 oro (Delhi 2010)